# Tatort: Zorn
Zorn ist ein Fernsehfilm aus der Fernseh-Kriminalreihe Tatort, der am 20. Januar 2019 erstmals im Ersten gesendet wurde. Es ist die 1081. Folge der Tatort-Reihe, der 13. Fall des Dortmunder Ermittlerteams Faber, Bönisch und Dalay und der zweite des Teammitglieds Pawlak.

## Handlung
Unweit von Dortmund wird der ehemalige Bergmann Andreas Sobitsch tot an einem Kanalufer neben einem ehemaligen Stahlwerk aufgefunden. Ihm wurde unweit der Fundstelle hinrichtungsähnlich aus nächster Nähe in den Rücken geschossen. Er hatte sich als Inhaber des Vereins Ewigkeit e. V. für die Interessen der Bergleute eingesetzt. Statt sich mit einer Abfindung von 20.000 Euro für Bergbaufolgeschäden an ihren Häusern abspeisen zu lassen, wollte er vor Gericht gehen. Einige der Vereinsmitglieder wollten lieber schnelles Geld sehen, allen voran Klaus Radowski, dessen Plan nun aufzugehen scheint.
Die Kommissare untersuchen den Bekannten- und Verwandtenkreis von Sobitsch und stoßen dabei auf seine Freunde Ralf Tremmel und Stefan Kropp, die in einem Wohnwagen leben und arbeitslos sind. Kropp, der von seiner Frau getrennt lebt, hat ein Stellenangebot in einem Freizeitpark abgelehnt, welcher auf dem ehemaligen Zechengelände entsteht, auf dem die Kumpel einst gearbeitet haben. Stattdessen will er sich mit dem Verein für die Zukunft einsetzen.
Für die Kommissare stellt sich heraus, dass Stefan Kropps Ehefrau Frederike eine Liebesaffäre mit Andreas Sobitsch hatte, von der Stefan Kropp noch nichts weiß. Als Kommissar Pawlak Stefan Kropp trotz dessen Alkoholisierung befragt, informiert er ihn auch über den Seitensprung seiner Frau. Dieses unabgestimmte, eigenmächtige Vorgehen Pawlaks stößt bei seiner Kollegin Dalay auf großen Unmut. Stefan Kropp begibt sich kurz danach wutentbrannt zu seinem Haus, um seine Frau zur Rede zu stellen, wird aber letztlich von Tremmel zurückgehalten.
Unterdessen analysiert Faber Videoaufnahmen aus einer Polizeiwache, die Sobitsch vor seinem Tod aufgesucht hatte. Dadurch und durch Befragung eines dortigen Polizisten erkennt er, dass Sobitsch im Zusammenhang mit Waffenhandel einen Mann namens Friedemann Keller anzeigen wollte, ehe er nach dem Erscheinen der Verfassungsschützerin Dr. Klarissa Gallwitz die Wache wieder verlassen hat. Keller ist ein Reichsbürger, der schwer bewaffnet in seinem eigenen „Staat“ lebt und die Existenz der Bundesrepublik Deutschland ablehnt. Keller war offenbar durch den Verfassungsschutz als V-Mann angeworben worden und sollte den drei Kumpels Sobitsch, Kropp und Tremmel funktionsuntüchtige Zünder für Sprengstoffexplosionen liefern. Diese hatten vor, durch gezielte Sprengungen auf dem Gelände „ihrer“ Zeche ihren Zorn zum Ausdruck zu bringen, ehe man alles an Immobilienhaie vergeben würde. Deshalb hatten sie sich an Keller gewandt, um das Material dafür zu bekommen.
Wenig später wird auch Stefan Kropp tot aufgefunden, alles deutet auf Selbstmord.
Als Mörder von Sobitsch erweist sich Keller, dessen Auto aber nicht nur am Ort von Sobitschs Tod sprengstoffversetzte Reifenspuren hinterlassen hat, sondern auch am Sterbeort von Kropp. Keller hat Sobitsch nach der Übergabe des Sprengstoffs erschossen, um keine Zeugen zu hinterlassen. Es stellt sich aber heraus, dass auch Kropp am Ort von Sobitschs Erschießung war.
Auf dem Gelände von Keller kann Faber diesen dazu bewegen, sich von der Polizei ohne weiteren Widerstand verhaften zu lassen. Zur gleichen Zeit möchte Tremmel ein ehemaliges Stahlwerk sprengen, wofür er mit dem Zünder bereits auf die Anlage geklettert ist. Dalay folgt ihm eigenmächtig nach oben und nähert sich ihm bis auf wenige Meter. Sie versucht, ihn zur Aufgabe zu bewegen, gerät dabei aber aus Angst vor der drohenden Explosion in immer stärkeres Hyperventilieren. Just in dem Moment, in dem Tremmel ihr den Zünder übergeben will, wird er von einem Scharfschützen der Polizei erschossen.

## Entstehung
Der Film wurde vom 5. bis 27. März 2018 gedreht. Gedreht wurde unter anderem in Dortmund und im Landschaftspark Duisburg-Nord.

## Rezeption

### Kritik
Bei Spiegel online meinte Christian Buß, dass diese Tatort-Folge dann stark sei, „wenn sie dicht bei den Kumpeln ist, beim Angstschweiß der Malocher, der aus ihnen kriecht, wenn sie an die Zukunft denken, in der die gewohnte eingeschweißte Gemeinschaft keine Rolle mehr spielen soll.“ Schwach sei sie aber, „wenn die sozialen Erosionen im Pott in betont aktuelle Gefahrenlagen gedreht werden.“ Der Schwenk zum Reichsbürgertum wirke so, als hätten die Verantwortlichen „Angst gehabt, die Bergarbeiter-Geschichte allein sei nicht relevant genug für die Gegenwart“.

„Die Folge spielt sich über weite Teile in Industriebrachen, absackenden Zechensiedlungen und ebensolchen menschlichen Beziehungen ab und ist trotzdem ein Prunk-Tatort. Sie glänzt in einem harten Licht. Jemand hat hier sehr gründlich übers handwerklich Elementare nachgedacht, über Landschaft und darüber, dass nicht ständig gequatscht werden muss, sondern dass sich um Sätze, Bewegungen, sogar um Zorn herum auch mal Stille gut macht.“

Anlässlich der Erstausstrahlung des Films kam es zu einer Kontroverse, die sich um das Bild dreht, das der Film von der Region zeichnet, in der er spielt. So kritisierte der Dortmunder Oberbürgermeister Ullrich Sierau in einem Brief an den WDR-Intendanten Tom Buhrow den Film als realitätsfern, da er den Strukturwandel ausblende und darin die Menschen einer Region der Lächerlichkeit preisgegeben würde, indem „diese Bier trinkend in Trainingsanzügen vor heruntergekommenen Häusern“ gezeigt würden. In seiner postwendenden Antwort an Sierau verwies Buhrow auf die künstlerische Freiheit und erklärte, dass es nicht die Aufgabe des Tatorts sei, das Image einer Stadt oder einer Region aufzupolieren.
Sieraus Kritik kommentierend, meinte Matthias Dell bei Zeit online, dass Sierau nicht ganz unrecht habe und der Film „klischeehaft und ärgerlich“ sowie „plump und zusammengeschustert“ sei. Besagter Trainingsanzug bekleide in dem Film „keine eigensinnige, spezifische Figur […], sondern eine unausgegorene dramatische Funktion in einem schematischen und, was den Fall betrifft, auch ziemlich unklaren Krimi.“ Der Filme spiele „uninspiriert mit den einfachsten Vorstellungen“ von der Region.
Ebenfalls als Reaktion auf Sieraus Kritik meinte Hauptdarsteller Jörg Hartmann gegenüber der Bild-Zeitung, dass niemand das Ruhrgebiet oder Dortmund schlecht machen wolle.

### Einschaltquoten
Die Erstausstrahlung von Zorn am 20. Januar 2019 wurde in Deutschland von 9,22 Millionen Zuschauern gesehen und erreichte einen Marktanteil von 25,7 % für Das Erste.